# Веннигзен (Дайстер)
Веннигзен (нем. Wennigsen) — община в Германии, в земле Нижняя Саксония. Входит в состав района Ганновер. 
Население составляет 14 072 человека (на 31 декабря 2010 года). Занимает площадь 53,78 км². Коммуна подразделяется на 8 сельских округов.
| Год  | Население |
| ---- | --------- |
| 1990 | 13 048    |
| 1995 | 13 037    |
| 2000 | 13 405    |
| 2005 | 14 145    |
| 2010 | 14 076    |

## Фотографии

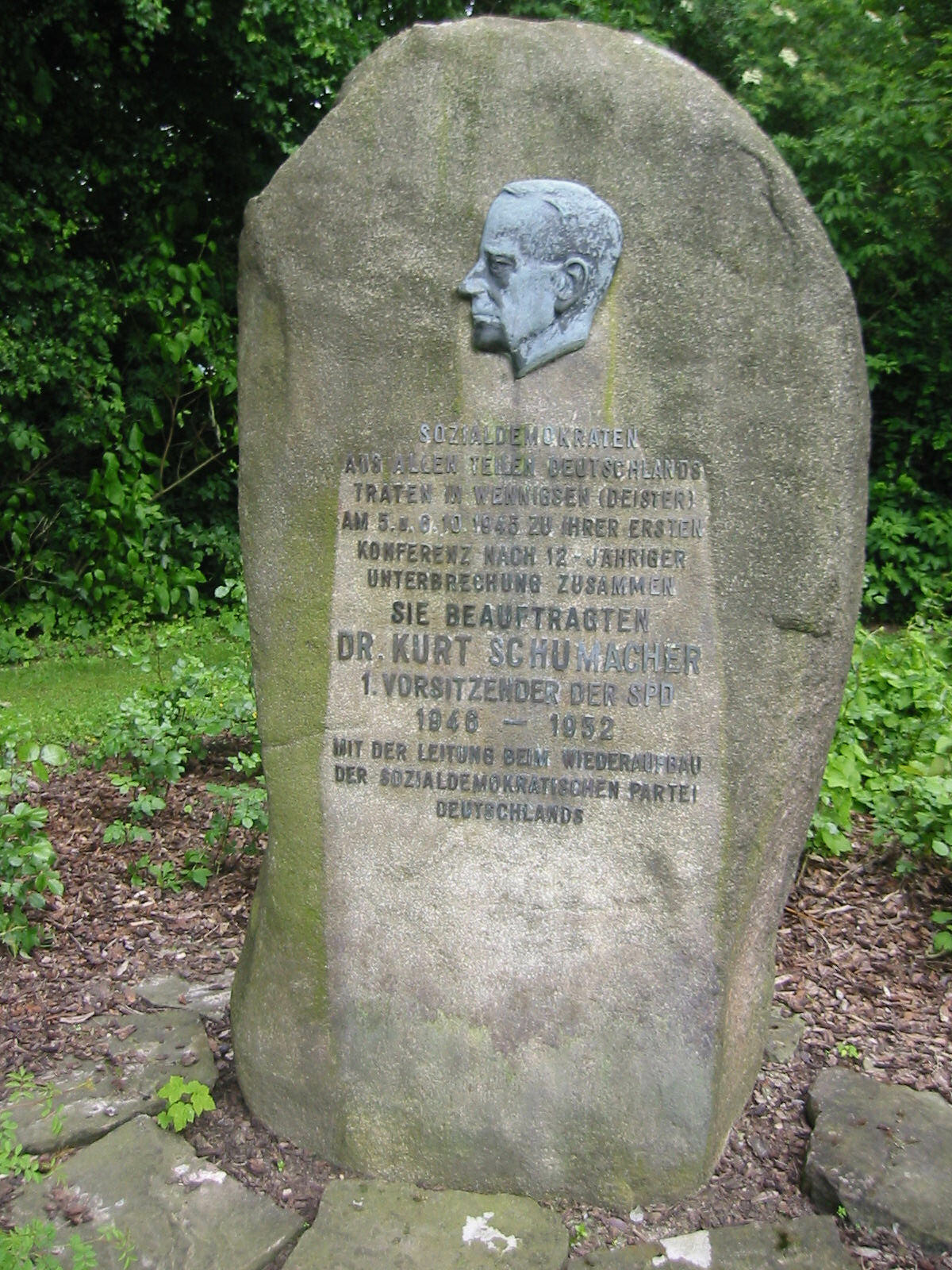
Памятник
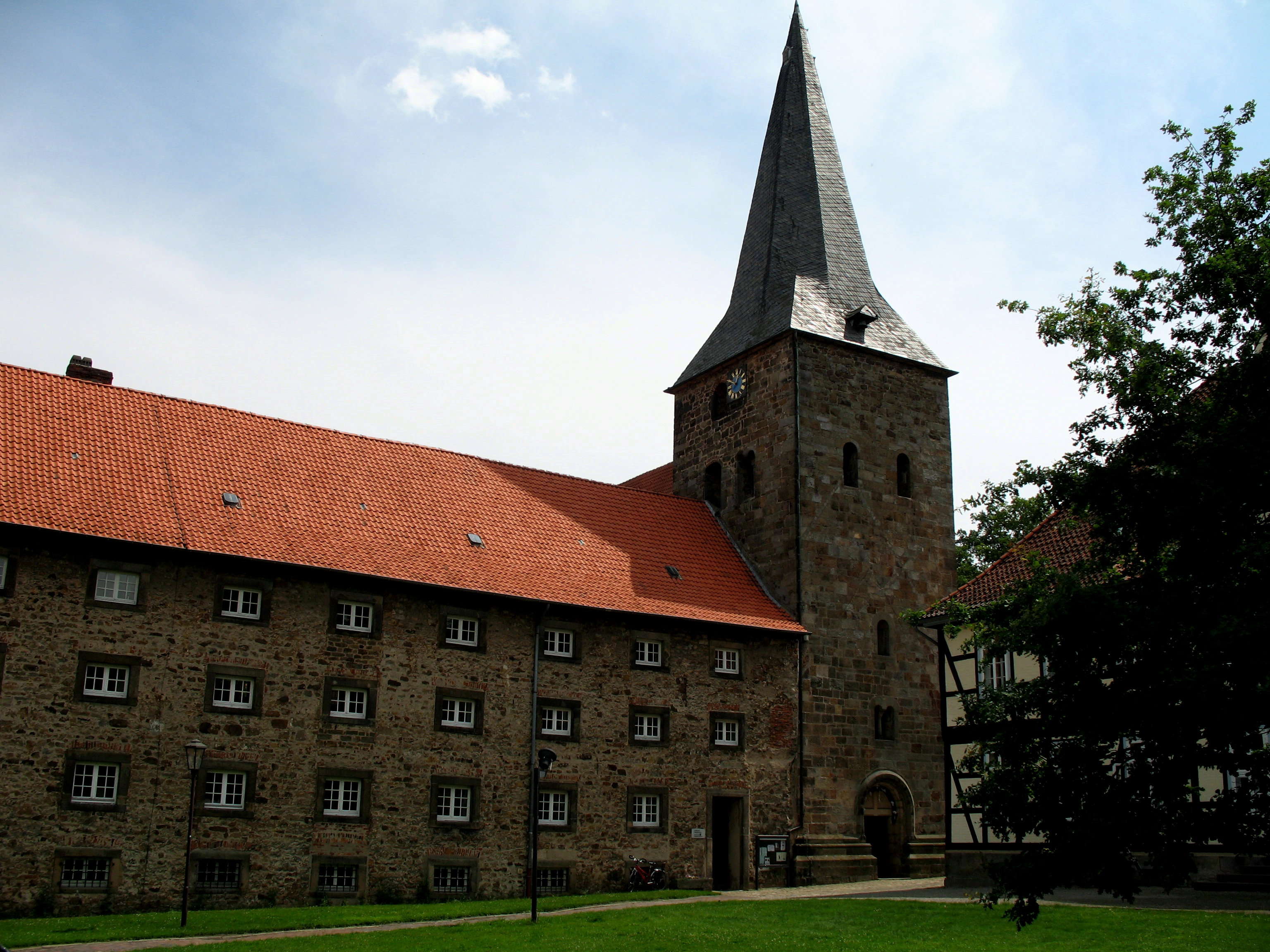
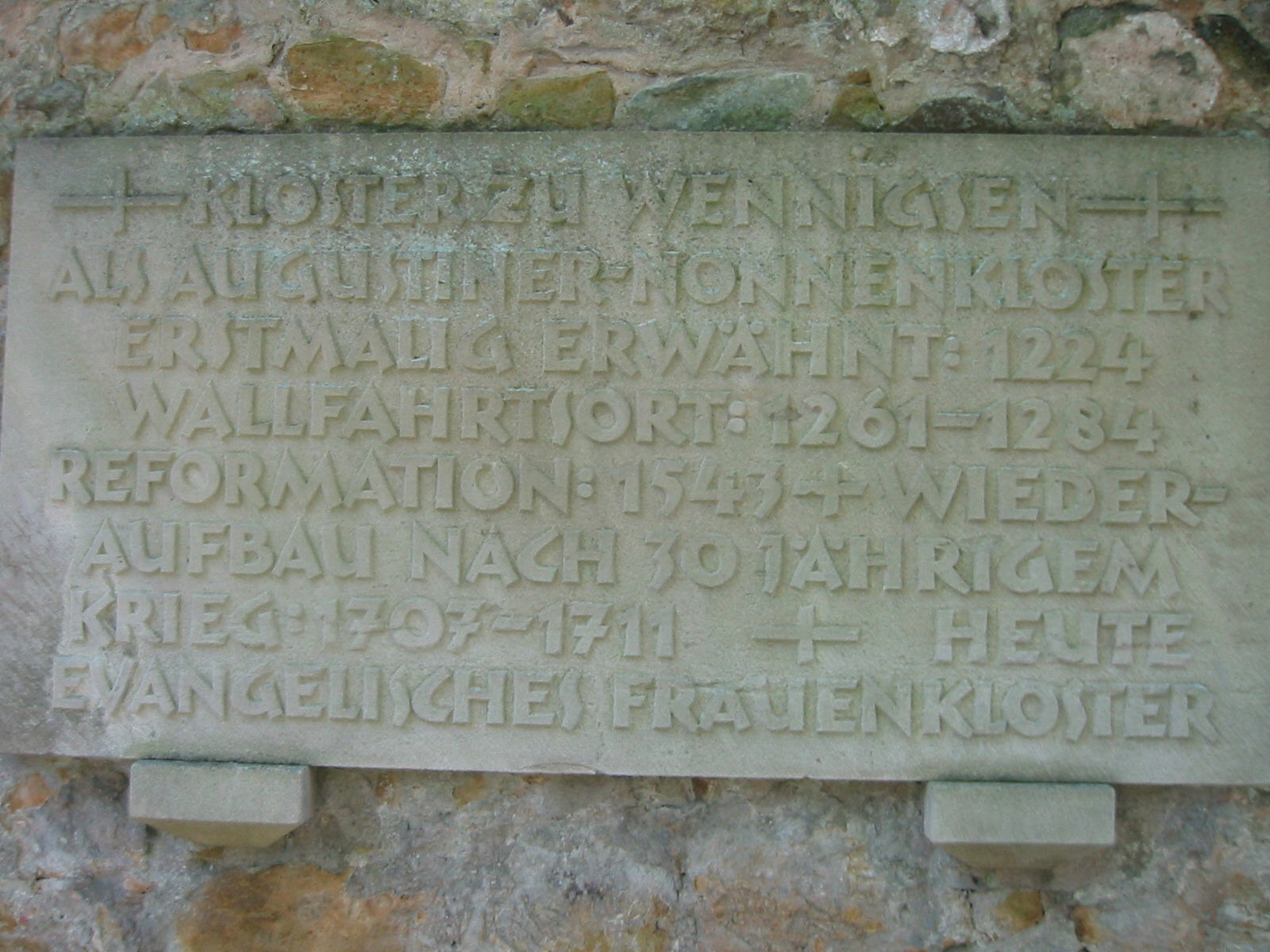